# Pachycerota duryi
Pachycerota duryi är en skalbaggsart som beskrevs av Thomas Casey 1906. Pachycerota duryi ingår i släktet Pachycerota och familjen kortvingar. Inga underarter finns listade i Catalogue of Life.